# Pommersche Brücke
Die Pommersche(n) Brücke(n) oder Pommernbrücke(n) (polnisch Most(y) Pomorski(e), ehemals Werderbrücke(n)) ist ein denkmalgeschützter Brückenzug über drei Arme der Stadtoder in Breslau. Wie die benachbarte Universitätsbrücke verbindet die Pommersche Brücke die Altstadt mit der Odervorstadt (Nadodrze) über die Oderinsel Bürgerwerder (Kępa Mieszczańska).

## Geschichte

### Alte Werderbrücken
Als direkter Verbindungsweg zwischen der Altstadt und den Getreide- und Walkmühlen auf der abseits der Stadt gelegenen und zunächst unbefestigten Bürgerwerder diente seit dem späten Mittelalter (erste Erwähnung im 15. Jahrhundert) eine hölzerne Brücke über die Süderoder. Sie lag gegenüber der Einmündung der Herrenstraße in die Burgstraße (heute ulica Kiełbaśnicza bzw. Grodzka) und führte zu einem Ablageplatz vor der Werdermühle an der Norderoder, der größten Breslauer Getreidemühle, die im Jahr 1387 zum ersten Mal bezeugt war. Somit bot die Werderbrücke – anders als die östlich gelegene Oderbrücke bzw. spätere Universitätsbrücke – keine Möglichkeit an, an das rechte Oderufer zu gelangen, und stellte eine lokale Verbindung dar. Nachdem in den 1870er Jahren mit dem Bau eines Schiffswegs ein Kanal mit einer Schleuse den südlichen Teil der Bürgerwerder von dem seit Anfang des 19. Jahrhunderts so bezeichneten Mühlenplatz (später An den Mühlen) abtrennte, wurde dort 1885 eine weitere kurze Brücke als eine schmiedeeiserne Balkenkonstruktion angelegt.

### Der Brückenschlag
Die 1869 erbaute, schmale und technisch veraltete Universitätsbrücke war am Anfang des 20. Jahrhunderts die einzige durchgängige Oderquerung im westlichen Altstadtbereich, so dass man im Magistrat Pläne für eine direkte Brückenverbindung der Altstadt mit der Rosenthaler Straße beriet, die dann sowohl die Süderoder als auch die Norderoder überqueren würde.
Zunächst wurde 1904–1905 die baufällige hölzerne Werderbrücke über die Süderoder durch einen massiven Neubau ersetzt. Hierfür wählte man einen Ort östlich bzw. flussaufwärts der Bestandsbrücke, gegenüber der Oderstraße (heute ulica Odrzańska). Im Norden führte die Brücke auf den abgetrennten Teil des Bürgerwerders, der mit dem Hauptteil der Insel weiterhin über die schmale schmiedeeiserne Brücke aus dem Jahr 1885 verbunden war. Da der Magistrat aufgrund einer Oderflut, der beschränkten Kapazität der Schifffahrtswege und den damit verbundenen Umbauten der Alten Oder in dieser Zeit neue Brücken über die Alte Oder finanzieren musste, wurde der beabsichtigte Bau der Verbindung über die Norderoder zunächst zurückgestellt. Zwecks Straßentrassierung sollte auch die Werdermühle umgebaut werden, wofür Hans Poelzig die Pläne anfertigte, die jedoch nicht umgesetzt wurden.
Nachdem die Werdermühle 1915 abgebrannt war, verweigerte die Stadt den Wiederaufbau und kaufte das Grundstück der Mühlenruine. Auch am nördlichen Ufer der Norderoder wurden die erforderlichen Grundstücke erworben. Aber der verlorene Weltkrieg und die Hyperinflation führten zur weiteren Verzögerung beim Bau der Nordbrücke. Erst am 14. Februar bzw. 5. Juli 1928 fielen die Entscheidungen des Magistrats und der Stadtverordnetenversammlung zur Ausbau des Brückenzugs. Zunächst wurde im Oktober 1928 die bis dahin nur provisorisch reparierte Werdermühle abgebrochen. Es mussten weitere 14 Gebäude für den Bau der Brücke und der Zufahrtsstraßen abgerissen werden. Als Ergebnis einer Ausschreibung wurden die Bauarbeiten für die Nordbrücke und die Verbreiterung der Mittelbrücke an eine Arbeitsgemeinschaft der Unternehmen Huta Hoch- und Tiefbau und Beuchelt & Co. vergeben. Die Arbeiten begannen am 26. Oktober 1928. Zwischen 14. November und 6. Dezember 1929 wurden die Hauptträger der Nordbrücke aufgebaut. Gleichzeitig wurde die mittlere, aus dem Jahr 1885 stammende Brücke durch Anbringen von zusätzlichen Stahlkonstruktionen erweitert, nachdem man von dem zunächst geplanten Ersatz durch eine Stahlbetonbrücke absah. Der Bau dauerte insgesamt über anderthalb Jahre, so dass die Brücken am 9. Juli 1930 fertiggestellt und der neue Straßenzug am 22. August 1930 dem Verkehr übergeben werden konnte.
Nach dem Krieg wurde der Name auf most Pomorski, d. h. Pommersche Brücke, nach dem nunmehr polnischen Landesteil Pommern geändert. Am 15. Oktober 1976 wurden die Brücken als Einzelbaudenkmäler mit den Nrn. A/2494/340/Wm, A/2494/341/Wm und A/2494/342/Wm in die Denkmalliste der Stadt Breslau eingetragen.

## Beschreibung
Die drei Brücken unterscheiden sich konstruktiv und architektonisch erheblich voneinander. Über alle drei führt seit 1935 eine zweigleisige Straßenbahnstrecke. Das Natursteinpflaster der Fahrbahnen wurden Ende der 1990er Jahre durch Asphaltbelag ersetzt.

### Südbrücke

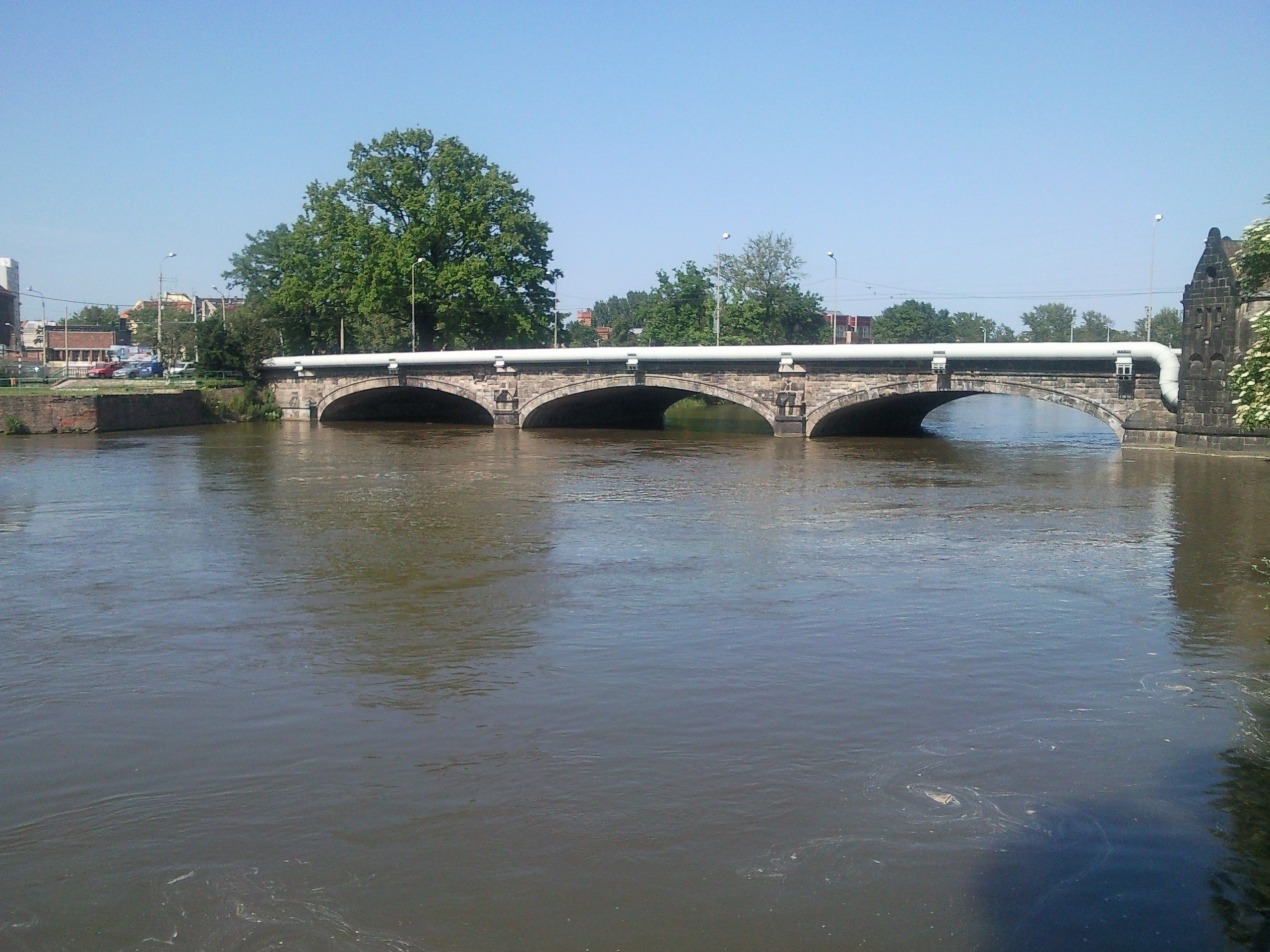
Südbrücke

Die südliche Brücke ist eine aus Klinker gemauerte Massivkonstruktion aus den Jahren 1904–1905. Die zwei Strompfeiler und zwei Uferpfeiler sind ca. fünf Meter unter der Flusssohle gegründet. Die drei Brückenjoche sind als Korbbogen ausgeformt. Die Pfeiler sind mit Granit und die Bögen mit teils gestocktem, teils bossiertem Sandstein verkleidet. Aus Sandstein bestehen auch die massiven Brüstungen.
Der Magistratsbaumeister Karl Klimm gab der Brücke neuromanische Formen, ebenso ist aber in Einzelheiten auch der Einfluss des Jugendstils erkennbar. Über den Strompfeilern und am nördlichen Ufer waren in die Brüstungen – quasi als Verlängerungen der Pfeiler – höher aufragende Postamente integriert, auf denen dekorative Fahnenmaste mit Kandelabern standen. Nach dem Zweiten Weltkrieg wurden sie entfernt, um den Raum für die Führung von Fernwärmeleitungen an den Brüstungen freizumachen. Am südlichen Brückenkopf flankieren zwei mit Schrägdächern gedeckte Pavillons die Brücke, die den historischen Zollwachen nachempfunden wurden und der Aufbewahrung des Reinigungs- und Winterdienstgeräts dienten. Heute werden sie wie ursprünglich vorgesehen als Verkaufsstände genutzt.
Die Baukosten betrugen 480.000 Mark für die eigentliche Brücke zuzüglich 90.000 Mark für die Anschlussrampen; ein Viertel der Kosten trug die Provinzialverwaltung, da die Brücke eine in deren Zuständigkeit fallende Straße trug.

### Mittelbrücke

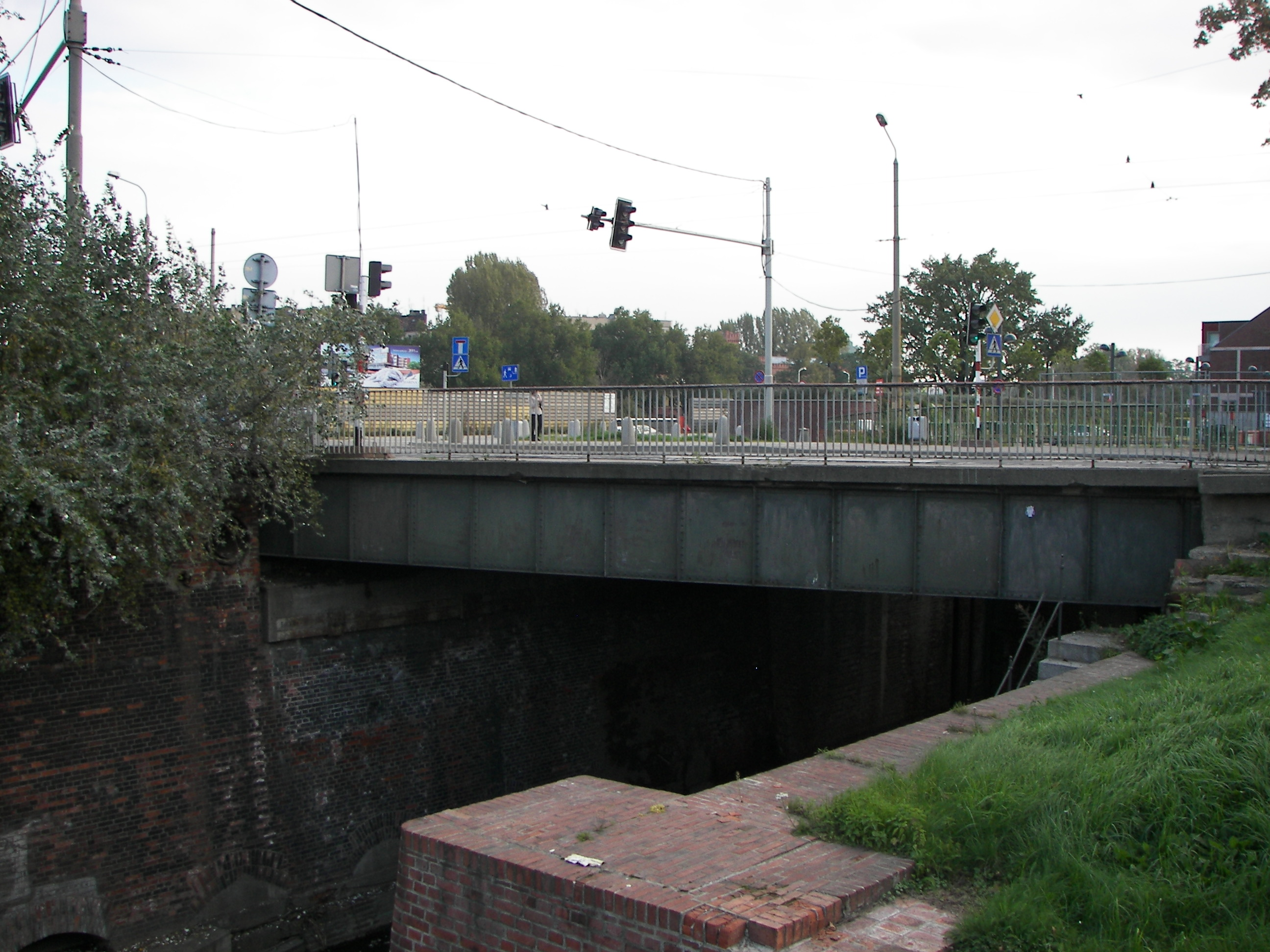
Mittelbrücke

Die mittlere der Brücken hat einen unregelmäßigen Grundriss – sowohl die Brückenbreite als auch die Breite des darunter befindlichen Kanals bzw. der Schleuse variieren. Es ist im Kern die älteste der Brücken. Zwischen den zur Verbreiterung angebrachten Stahlbalkenkonstruktionen der 1930er Jahre verborgen liegt die schmiedeeiserne Brücke von 1885. Äußerlich ähnelt die Brücke heutzutage der nördlichen Brücke.

### Nordbrücke

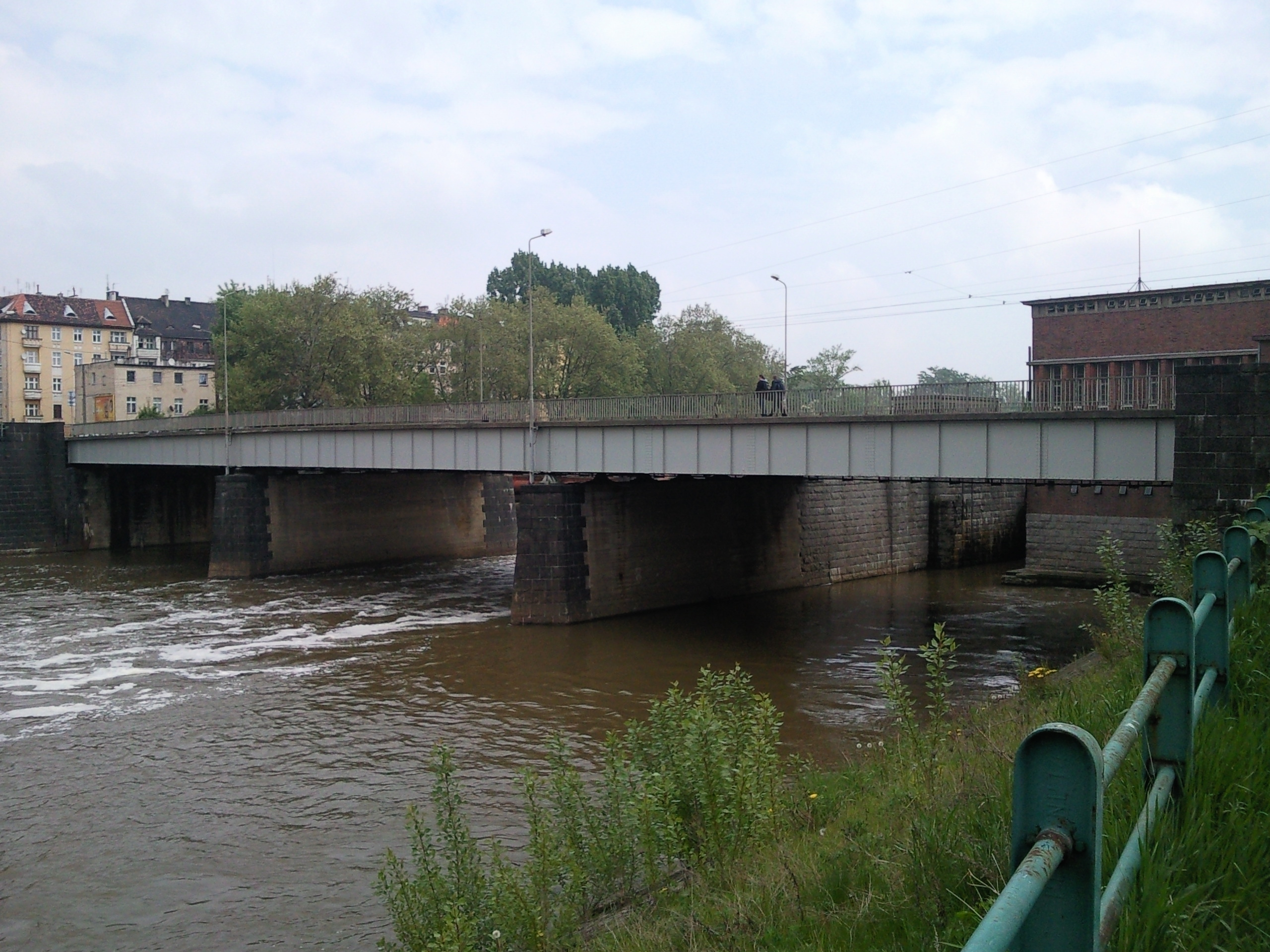
Nordbrücke; rechts die Maschinenhalle des Wasserkraftwerks Nord nach dem Entwurf von Max Berg

Die schlicht gehaltene nördliche Brücke ist eine Stahlbrücke mit sieben durchlaufenden Balkenträgern auf zwei Uferpfeilern und zwei Strompfeilern aus Stampfbeton, die mit Granit verkleidet wurden. Die längste der drei Brücken wird von den beiden anderen durch eine Straßenkurve auf der Landzunge des Bürgerwerders getrennt.
Der südliche Strompfeiler ist mit dem Pfeiler des Wasserkraftwerks Norderoder verbunden, das nur wenige Meter flussaufwärts fünf Jahre vor der Brücke entstanden war. Die beiden nördlichen Felder der Brücke liegen am Großen Bürgerwehr (poln. Jaz Mieszczański), einem während des Kraftwerksbaus versetzten und umgebauten Trommelwehr. Der östliche Bürgersteig der Brücke bietet einen spektakulären Blick auf das Wehr.
Eine geometrische Besonderheit der Konstruktion ist nur aus größerer Entfernung sichtbar: Die Fahrbahn weist ein Längsgefälle in Richtung Norden auf. Die Unterkante der darunter befindlichen genieteten Balkenträger verläuft horizontal und die Oberkante folgt dem Gefälle, so dass sich die Träger im Verlauf der Brücke verjüngen, was jedoch in der perspektivischen Verzerrung nicht auffällt.